# Era Aviation
Pour les articles homonymes, voir Era.
Era Aviation est une compagnie aérienne régionale américaine. Elle a cessé ses opérations en 2009.

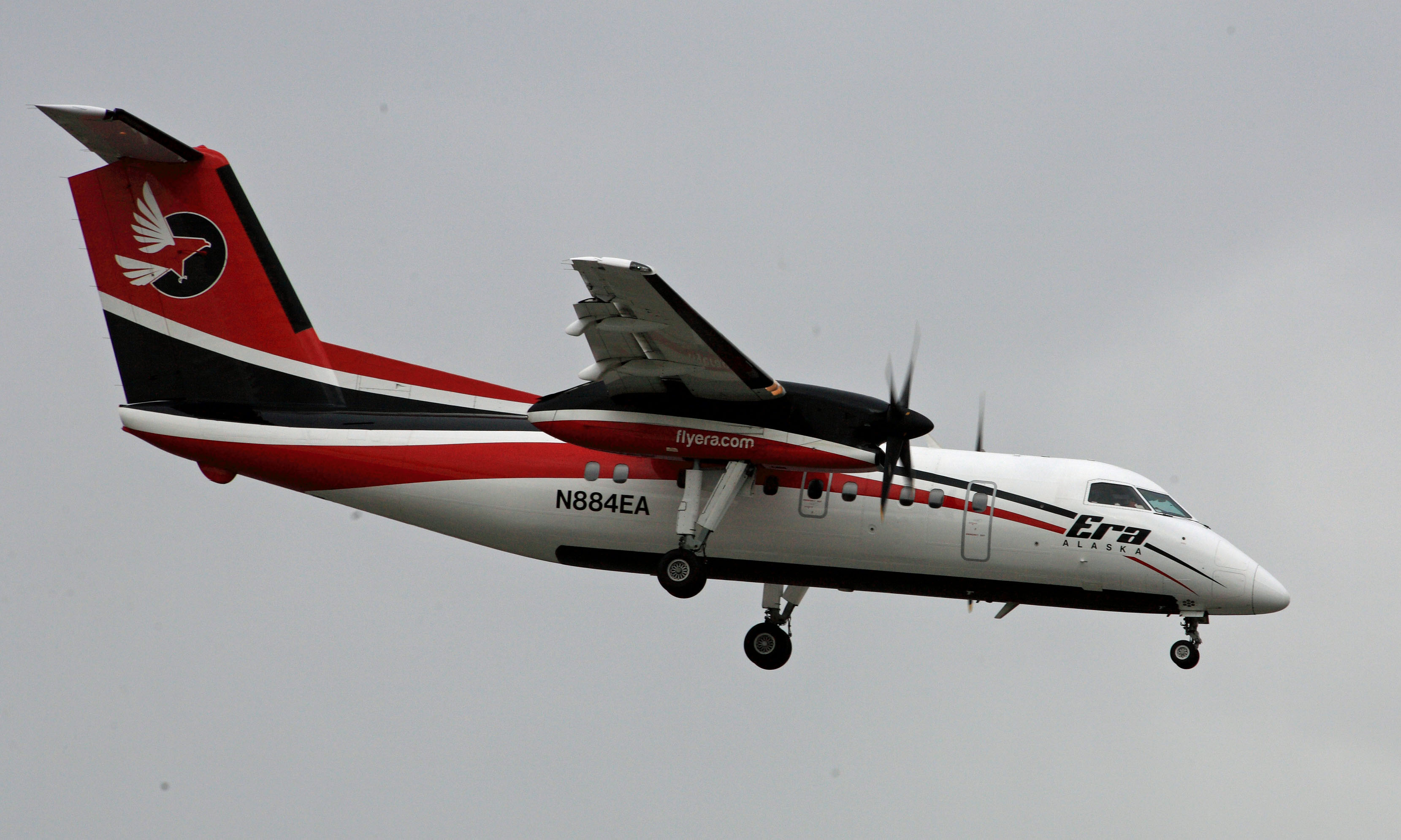
Dash 8 d'ERA Aviation en cours d'atterrissage